# Рок-н-ролл (пьеса)
Рок-н-ролл (англ. Rock 'n' Roll) — драма Тома Стоппарда в двух действиях, написанная в 2006 году. События пьесы разворачиваются в Чехословакии и Великобритании между Пражской весной и Бархатной революцией. Премьера состоялась в театре Ройал-Корт 3 июня 2006 года. Пьеса посвящена последнему президенту Чехословакии и первому президенту Чехии Вацлаву Гавелу.

## Сюжет
Сюжет пьесы разворачивается вокруг значения рок-н-ролла под влиянием социалистического движения в Чехословакии времен Восточного блока. Действие происходит в Кембридже (Великобритания) и в Праге между 1968 и 1989 годами. Основной конфликт пьесы — это контраст между молодым чешским студентом, фанатом рока, который, вернувшись в 1968 году в Прагу, подвергся преследованиям и репрессиям за свои прогрессивные мысли, и его английским преподавателем марксизма, который непреложно верит в социалистические идеалы. Охватывая по времени несколько десятилетий, пьеса заканчивается в 1990 году легендарным концертом Rolling Stones в Праге.
Помимо Rolling Stones в пьесе упоминается одним из героев Сид Барретт: его исполнением «Golden Hair» пьеса открывается, а также ссылки на его образ жизни и психическое состояние постоянно прослеживаются в сюжете (Барретт умер в то время, когда шла пьеса). Своеобразным «героем» — символом сопротивления коммунистическому режиму в пьесе показана чешская андерграунд-группа The Plastic People of the Universe (или просто «пластики»). Ещё одним лейтмотивом явилось творчество Сапфо: её языческая чувственность сравнивается с бесконтрольной силой рок-музыки.
Одним из героев пьесы является чешский писатель, журналист Фердинанд. Этот персонаж является альтер эго первого президента Чехии Вацлава Гавела (неоднократно упоминаемого Фердинандом по ходу пьесы). Сам Гавел написал три пьесы, где главным героем был Фердинанд Ванек, под которым он подразумевал самого себя. Эти пьесы распространялись через самиздат и стали символом сопротивления. Многие в знак уважение к Гавелу использовали Фердинанда Ванека в качестве главного героя своих пьес времен Бархатной революции. Стоппард продолжил эту традицию.

## Действующие лица
Ян — студент Кембриджа, в начале пьесы уезжает домой в Прагу, потому что там начались волнения. Фанат рока

Макс — профессор Кембриджа, верит в победу социализма до самого конца

Элеанор — жена Макса

Эсме — дочь Элеанор и Макса

Найджел — бывший муж Эсме

Фердинанд — пражский знакомый Яна

Элис — дочь Элеанор и Найджела

Ленка — ученица Элеанор

Кандида — новая жена Найджела

Стивен — друг Элис

Магда — девушка Яна

Офицеры госбезопасности

## Постановки

### Лондонская постановка
Оригинальная постановка состоялась 3 июня 2006 года в театре Ройал-Корт и продолжалась до 17 июля того же года, после чего шла на сцене театра Герцога Йоркского до 27 февраля 2007 года. На премьере присутствовали Вацлав Гавел и Мик Джаггер, музыка группы которого звучит в финальной сцене пьесы. Режиссёром лондонской постановки выступил Тревор Нанн.
Состав исполнителей

Ян — Руфус Сьюэлл (замена: Доминик Уэст)

Макс — Брайан Кокс (замена: Дэвид Калдер)

Элеанор, Эсме — Шинейд Кьюсак (замена: Эмма Филдинг)

Найджел — Энтони Калф

Фердинанд — Питер Салливан

Молодая Эсме, Элис — Элис Ив

Ленка — Николь Ансари

Офицер госбезопасности, Стивен — Эдвард Хогг

Кандида — Луиза Бэнгей

Магда — Миранда Колчестер

### Другие постановки
Премьера «Рок-н-ролла» на чешском языке (в переводе Йитки Споуловой) состоялась 22 февраля 2007 года на сцене Национального театра Праги. Спектакль открылся специальным концертом группы Plastic People of the Universe. После трех лет на основной сцене постановка переместилась на Новую сцену, последний спектакль был сыгран 14 июня 2011 года.
Спектакль открылся на Бродвее 4 ноября 2007 года (предварительные показы с 17 октября) в театре Бернарда Джейкобса. Руфус Сьюэлл, Брайан Кокс и Шинейд Кьюсак повторили свои роли, режиссёром опять выступил Тревор Нанн. Закрылся спектакль 9 марта 2008 года.
Помимо Нью-Йорка, в США спектакль поставили также в Сан-Франциско, Вашингтоне, Чикаго и других городах. В 2008 году пьеса была поставлена в Мельбурне, осенью 2009 года спектакль шёл в Торонто. Пьеса была переведена на другие языки и поставлена в Японии, Турции и Косово.

### Российская постановка
Российская постановка открылась в Российском академическом молодёжном театре 22 сентября 2011 года. После постановки многогранного «Берега утопии» это вторая работа Стоппарда с РАМТом. Открытие сопровождал специальный проект Tom Stoppard: Rock’n’roll, в рамках которого прошёл благотворительный концерт в пользу хосписов, а также состоялась презентация русскоязычного издания пьесы.
Состав исполнителей

Ян — Пётр Красилов

Макс — Илья Исаев

Элеанор, Эсме — Рамиля Искандер

Найджел — Алексей Мясников

Фердинанд — Степан Морозов / Александр Гришин

Молодая Эсме, Элис — Анастасия Прокофьева

Ленка — Дарья Семёнова

Стивен — Михаил Шкловский

Кандида — Янина Соколовская

Магда — Диана Морозова / Мария Турова

## Награды и номинации
| год  | Премия                                          | Категория                                 | Номинант      | Результат |
| ---- | ----------------------------------------------- | ----------------------------------------- | ------------- | --------- |
| 2006 | Премия газеты Evening Standard                  | Лучший актёр                              | Руфус Сьюэлл  | Победа    |
| 2006 | Премия газеты Evening Standard                  | Лучшая пьеса                              | Рок-н-ролл    | Победа    |
| 2006 | Премия Ассоциации театральных критиков Британии | Лучший актёр                              | Руфус Сьюэлл  | Победа    |
| 2006 | Премия Ассоциации театральных критиков Британии | Лучшая пьеса                              | Рок-н-ролл    | Победа    |
| 2007 | Премия Лоренса Оливье                           | Лучшая пьеса                              | Рок-н-ролл    | Номинация |
| 2007 | Премия Лоренса Оливье                           | Лучшая мужская роль в пьесе               | Руфус Сьюэлл  | Победа    |
| 2007 | Премия Лоренса Оливье                           | Лучшая женская роль в пьесе               | Шинейд Кьюсак | Номинация |
| 2007 | Премия Лоренса Оливье                           | Лучшая постановка звука                   | Ян Дикинсон   | Номинация |
| 2008 | Премия «Тони»                                   | Лучшая пьеса                              | Рок-н-ролл    | Номинация |
| 2008 | Премия «Тони»                                   | Лучшая мужская роль в пьесе               | Руфус Сьюэлл  | Номинация |
| 2008 | Премия «Тони»                                   | Лучшая женская роль второго плана в пьесе | Шинейд Кьюсак | Номинация |
| 2008 | Премия «Тони»                                   | Лучшая постановка звука                   | Ян Дикинсон   | Номинация |
| 2008 | Драма Деск                                      | Лучшая пьеса                              | Рок-н-ролл    | Номинация |
| 2008 | Драма Деск                                      | Лучшая мужская роль в пьесе               | Руфус Сьюэлл  | Номинация |
| 2008 | Драма Деск                                      | Лучшая женская роль в пьесе               | Шинейд Кьюсак | Номинация |